# Académie militaire du Michigan
L'Académie militaire du Michigan (Michigan Military Academy en anglais, abrégé M.M.A.) était une académie militaire, à Orchard Lake Village, dans le comté d'Oakland, Michigan (États-Unis). Elle a été fondée en 1877 par Joseph Sumner Rogers, et fermée en 1908, à la suite d'une cessation de paiements. Certains journalistes ont mentionné l'école comme étant le Deuxième West Point. La propriété était listée sur le Registre national des lieux historiques en 1982 comme District scolaire historique d'Orchard Lake.

## Débuts et fondation
En 1858, Joseph T. Copeland, un général de l'Armée Américaine, qui servira plus tard lors de la Guerre de Sécession, recherchaient plusieurs hectares de terre et commença à construire sa maison de retraite sur les côtes d'Orchard Lake. La plupart des 90 hectares (364 000 m2) qu'il détenait étaient utilisés à des fins agricoles, et il vendaient des étendues de terre dans le but d'agrandir son terrain. La zone avait du succès auprès des touristes, alors, en 1871, Copeland convertit sa résidence, une grande, une maison ressemblant à un château sur les rivages d'Orchard Lake, en un hôtel, l'Hôtel d'Orchard Lake. Les affaires furent bonnes pendant quelques années mais le développement dans la zone ont contraint les vacanciers à rechercher de l'intimité plus au nord, et la Crise bancaire de mai 1873 força Copeland à trouver du bénéfice ailleurs. En 1977, Copeland chercha à vendre sa maison ainsi que le terrain l'entourant. Joseph Sumner Rogers, qui était un professeur de Science Militaire et de Tactique au Lycée de Détroit, a souhaité établir une académie militaire estimable dans l'aire métropolitaine de Détroit pendant quelque temps. Voyant l'opportunité à portée de main, Rogers acheta le terrain avec le soutien de quelques Détroitiens fortunés, et la même année, il inaugura l'Académie Militaire du Michigan. Il basa l'Académie sur le West Point et son succès fût immédiat.

## Années records
Au-delà du cap de ses 30 années d'histoire, l'Académie militaire du Michigan compta 2 558 effectifs ainsi que 458 diplômés. La promotion de 1893 joua un rôle important dans l'Exposition universelle de 1893 à Chicago, et la plupart des promotions ont remporté les concours nationaux de manœuvre.
Le 19 juin 1979, William Tecumseh Sherman, Commandant en Chef de l'Armée américaine, délivra un florilège de son fameux discours "la Guerre, c'est l'enfer" à la promotion. Un total de 10 000 personnes ont écouté le discours de Sherman, et la presse rapporta qu'il s'agissait du plus grand nombre de personnes jamais rassemblées au sein des frontières de la commune (à cette époque, le village d'Orchard Lake faisait partie de West Bloomfield Township). Certains déclarent qu'il eut dit : "Il y a beaucoup de jeunes hommes ici qui considèrent la guerre comme une gloire, mais, jeunes hommes, c'est un enfer" ; le texte publié au destinataire de Sherman ne contient pas cette ligne.
Le futur maire de la cité de Détroit, l'élève officier John C. Lodge, révéla ses souvenirs du discours de Sherman, "Lors de l'un de nos exercices académiques, l'intervenant était le Commandant William T. Sherman. Il n'était pas éloquent, et il n'avait pas une voix agréable, elle était assez stridente."

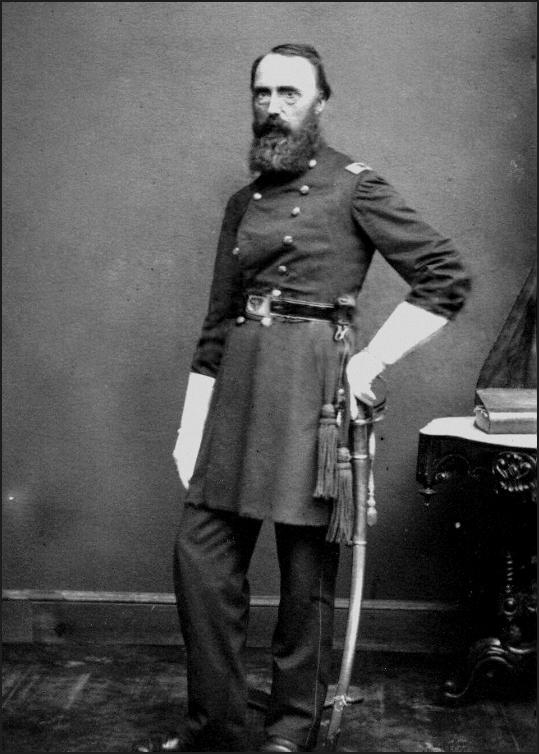
Joseph Tarr Copeland

## Vie étudiante
Avec des frais de scolarité s'élevant à 500 dollars (environ 450 euros) par an dans les années 1800 (environ 16 000 dollars en 2022), l'Académie militaire du Michigan attiraient de nombreux fils d'hommes d'affaires fortunés. Il y avait trois niveaux d'entraînement à l'école : infanterie, artillerie, et cavalerie. Les élèves officiers portaient des uniformes gris et blancs, basés sur ceux que portaient les étudiants à West Point. Les étudiants ayant des aptitudes musicales sont encouragés à rejoindre la fanfare. Tous les élèves officiers sont entraînés à magner un fusil Springfield de calibre .45 ACP, et l'académie avait un 8-inch siege mortar ainsi que des mitrailleuses Gatling à sa disposition pour les exercices militaires. Il y eut quelques accidents ; en 1884, un élève officier se noya lors d'un exercice d'entraînement dans le lac. En 1889, un autre élève officier se noya pendant un bain de minuit.
Les élèves officiers avaient un emploi du temps chargé, même les week-ends. Rogers et son personnel autorisèrent les fêtes de Noël et organisèrent des bals avec les filles des écoles avoisinantes. La discipline était sévère, il y avait de nombreuses activités athlétiques et extrascolaires, auxquelles les étudiants étaient encouragés à participer. Plusieurs centaines d'étudiants ont abandonné à travers l'histoire de l'académie.

## Campus
Il y avait un total de 19 bâtiments sur le campus. Le bâtiment le plus ancien du campus est le "château" de Copeland, bâti en 1858, et il est toujours en fonction. L'Établissement Scolaire fut achevé en 1890 et il fut le centre de la vie académique sur le campus. D'autres bâtiments, comprennent un Manège (1881), la Caserne des élèves officiers (1884), une salle des machines (1889), ainsi qu'un gymnase (1896). Il y eut également de nombreuses granges, et celles-ci ainsi que plusieurs autres bâtiments furent démolis, remplacés, ou détruits par le feu à travers l'histoire de l'académie.
Comme Rogers étendit le campus, il creusa un réseau de tunnels afin de relier la plupart des bâtiments. Dans le cas d'une attaque, les tunnels pourvoiraient un accès facile à travers le campus. Les tunnels menaient aussi à un abri anti-aérien, en-dessous de la salle des machines. Les tunnels sont désormais utilisés pour la plomberie, l'électricité, Ethernet, et d'autres usages.

## Faillite
En 1900, Rogers entreprit un vaste projet de construction, avec un total de neuf bâtiments, planifié à un coût de 350 000 dollars (environ 320 000 euros) (environ 13 millions de dollars en 2022 [11 millions d'euros]). En décembre 1900, les étudiants ainsi que les professeurs protestèrent contre le mauvais traitement et les repas peu satisfaisants. Rogers, qui était malade à cette époque, licencia rapidement plusieurs enseignants qu'il blâma pour avoir été les instigateurs des réclamations. Rogers mourut en septembre 1901 et la direction de l'école fût laissée à la femme de Rogers, devenue veuve, et à son ami Gen. Charles King. L'effectif déclina nettement, et l'académie fit faillite avant de fermer en 1908.

## Professeurs et administrateurs notoires
- George Oscar Cress, professeur de Science militaire et de Tactique de 1904 à 1908
- Adelbert Cronkhite, professeur de Science militaire et de Tactique de 1891 à 1892[7]
- Henry W. Lord, membre du Congrès américain, administrateur de l'Académie militaire du Michigan de 1878 à 1880[8]
- Joseph Sumner Rogers, fondateur et directeur[9]
- Harry Lovejoy Rogers, fils de J. Sumner Rogers, timonier de 1887 à 1898, major général de l'armée américaine[10]. Il fut le timonier de l'école avec le grade de major de 1887 à 1897, et commandant des élèves officiers de 1897 à 1898[10]
- Frederick S. Strong, major général de l'armée américaine qui fût professeur de science militaire de 1884 à 1888 et de 1892 à 1895, ainsi que directeur de 1902 à 1904[11]
- Edwin B. Winans, professeur de science militaire et de tactique de 1897 à 1898[12]

## Ancien étudiants notoires
- Harry Archer, musicien et compositeur[13]
- Daniel R. Anthony Jr., membre du Congrès américain du Kansas de 1907 à 1929[14]
- Sewell Avery, président du conseil de Montgomery Ward[15]
- John A. Bloomingston, étudiant-athlète et avocat[16]
- Edgar Rice Burroughs, auteur des romans Tarzan[17]
- Kurtis Froedtert, physicien, homme d'affaires et philanthrope
- George Schuyler Hodges, artiste, inventeur et cadre automobile
- Frank P. Lahm, pionnier de l'aviation américaine et officier général dans l'United States Army Air Corps et les United States Army Air Forces[18]
- John C. Lodge, maire de Détroit de 1923 à 1924 et de 1927 à 1928[19]
- Fenton R. McCreery, diplomate américain[20]
- Truman Handy Newberry, sénateur du Michigan de 1919 à 1922[21]
- Sylvester H. Scovel, correspondant de guerre[22]
- Walter Cowen Short, professeur de l'Académie militaire du Michigan de 1890 à 1891, général de brigade de l'armée américaine[23]
- Frederic L. Smith, cadre automobile[24]
- George Veazey Strong, commandant de la Military Intelligence Corps lors de la Seconde Guerre Mondiale
- Clayton Teetzel, étudiant-athlète et coach[25]
- Harry Van Surdam, athlète, musicien, président de l'Institut Militaire d'El Paso[26]

## Le Séminaire et autres écoles
Deux années à la suite de la fermeture de l'Académie, en 1910, Fr. Joseph Dabrowski, le directeur du Séminaire Polonais de Détroit, fit l'acquisition du campus et y déplaça son école. Le séminaire y a demeuré jusqu'à ce jour. Il est désormais nommé Séminaire Cyrille et Méthode. Le campus est également le foyer du Lycée Sainte-Marie, ainsi que de l'Université Madonna de Livonia (Michigan) qui tient certains cours sur le campus.